# جبريل ألونسو دي هيريرا
جبريل ألونسو دي هيريرا (بالإسبانية: Gabriel Alonso de Herrera)‏ هو عالم نبات إسباني، ولد في 1470 في طلبيرة في إسبانيا، وتوفي في 1539 في طليطلة في إسبانيا.